# Красная книга Орловской области
Красная книга Орловской области — аннотированный список редких и находящихся под угрозой исчезновения животных, растений и грибов Орловской области. Она была подготовлена коллективом учёных под редакцией О. М. Пригоряну и при содействии администрации Орловской области.

## Издание
Первое издание Красной книги Орловской области выпущено в 2007 году. Красная книга Орловской области является официальным изданием, предназначенным как для специалистов, так и для широкого круга читателей.
В издании представлен список редких и находящихся под угрозой исчезновения животных, растений и грибов Орловской области, который включает  140 видов растений и 120 видов животных.
Для каждого вида приведены иллюстрации, карта распространения, определены статус и категория редкости, даны краткое описание, сведения о численности и необходимых мерах охраны.